# Kenpo kai
Il Kenpo kai è un'arte marziale tradizionale giapponese budō, con qualche influenza cinese. Il nome può essere scritto in romaji in diverse forme: Kenpō Kai, kenpokai, kempokai, kenpo-kai e kempo-kai, e in kanji come 拳法會 o 拳法会. 
Kenpo kai significa "riunione dei metodi del pugno" (拳 ken = pugno, 法 pō = metodo o sistema, 會 o 会 kai = incontro) e la sua filosofia è lo sviluppo personale e la ricerca dell'equilibrio attraverso la pratica e l'allenamento del Kenpo kai. Sviluppa forza fisica e mentale, nonché resilienza spirituale o auto-miglioramento, mantenendo i valori del codice samurai come l'umiltà, il rispetto, ecc., intrinsechi nelle arti marziali giapponesi tradizionali.
Si distingue per la sua efficacia nel combattimento e per il suo lavoro focalizzato principalmente sulla difesa personale applicata. Il Kenpo kai si basa su tre grandi blocchi
Reiho (礼法)
Il Reiho (etichetta) calma la mente e sviluppa l'autocontrollo. Ci rende persone migliori e allena il nostro intelletto a reagire rapidamente in situazioni pericolose. La sua pratica preserva le tradizioni e conserva la saggezza di coloro che hanno preceduto gli attuali Kenshi (praticanti di Kenpo kai).
Un proverbio di Kenpo Kai dice: "Senza uno spirito forte e una mente saggia, non ci sarà mai trionfo".
Uchiho (内法)
Il sistema di equilibrio del corpo (Seitaiho 整体法) è composto dalle tecniche di digitopressione (Shiatsuho 指圧法), massaggio (Anmaho 按摩法), trattamento articolare (Seifukuho 整復法), studio dei punti vitali (Kyushoho 急所法). A questo si aggiungono altre tecniche adattate alla pratica del Kenpo kai , come il lavoro sulla respirazione (kokyuho 呼吸法), la meditazione (mokuso 黙想), l'energia interna (Kiho 気法), la filosofia (Tetsugaku 哲学)... tutti questi metodi o sistemi compongono il cosiddetto sistema interno (uchiho 内法) del Kenpo kai .
Bujutsuho (武術法)
Il Bujutsuho (sistema tecnico marziale) è l'apprendimento delle tecniche di combattimento. È composto da: Forme (kata型), Difesa Personale (Goshinjutsu 護身術), Combattimenti (Randori 乱取), Armi Tradizionali (Buki 武器), Punti Vitali (Kyusho 急所), Test di rottura (Tameshiwari 試割り), Test di taglio (Tameshigiri 試し切り). Questo apprendimento include colpi, lussazioni, immobilizzazioni... sia in piedi che a terra, con o senza armi, contro uno o più avversari. Questo sistema o metodo è considerato il sistema esterno (Sotoho 外法) del Kenpo Kai.

## Origine
Un monaco Shaolin di cognome Jiang insegna alla sua famiglia il sistema di lotta dello shaolinquan per potersi difendere dagli attacchi e dai ladri (siccome la sua famiglia è stata oggetto di ripetute aggressioni). Questo sistema di lotta è stato trasmesso da generazione a generazione nella stessa famiglia, prendendo la denominazione di jiang quan (box della famiglia Jiang).
Durante il Tokugawa, un giovane avventuriero giapponese iniziato nell'Arte del kashima shinto ryū di nome Tawada Ishizaka viaggia in Cina e durante le sue peripezie in questo paese, passa diversi anni al servizio della famiglia Jiang. Quando si sposa con una delle figlie del Maestro, è accettato come allievo ed iniziato nella sua arte marziale.

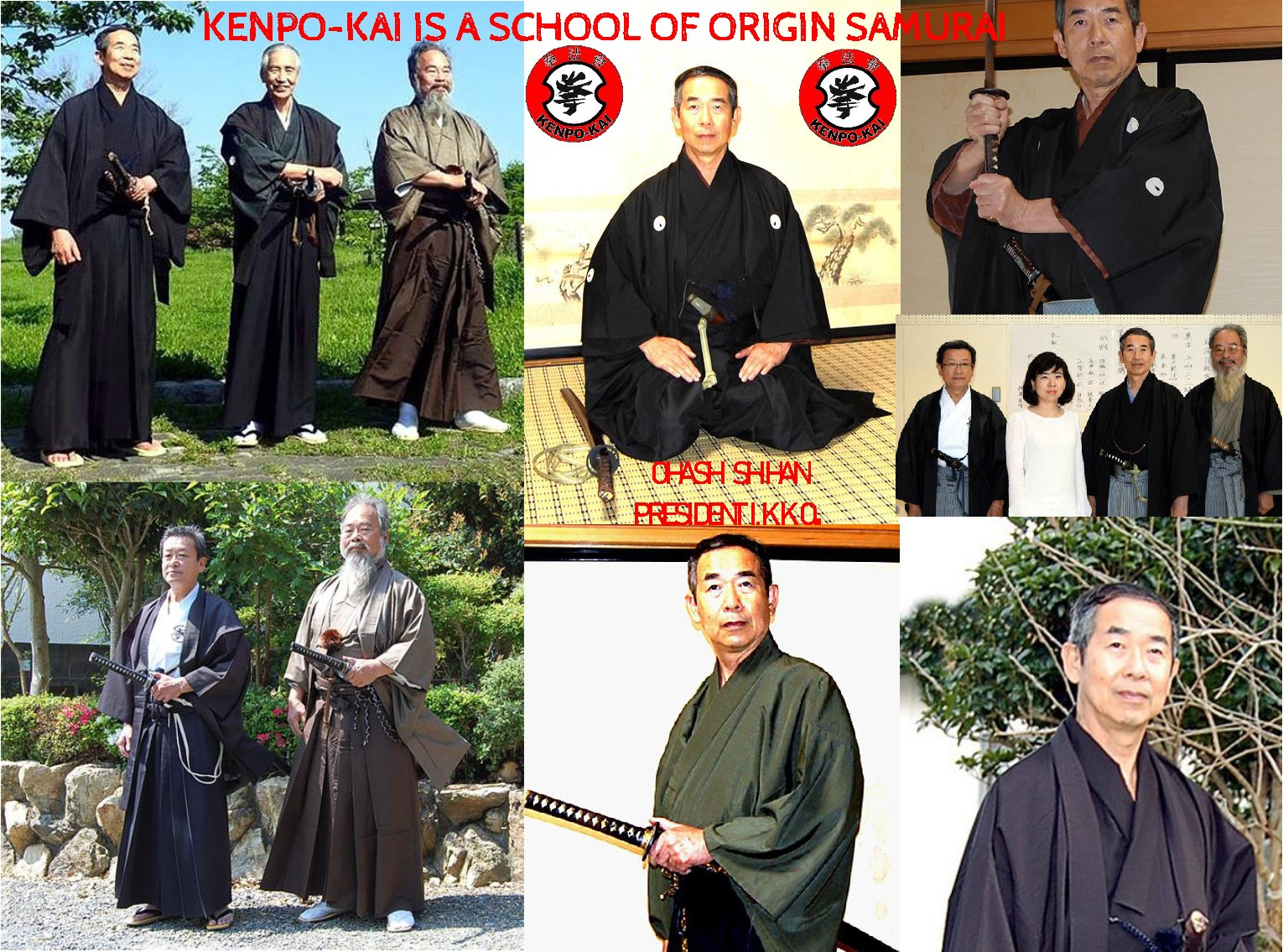
Sokê Chiaki Ohashi

Ritornato in Giappone con i suoi figli Tawada decide per sopravvivere di creare una compagnia teatrale, allestendo spettacoli basati sulla sua maestria del jiang chuan, in giapponese Shouken. Tawada, in un'età già avanzata, cede a suo figlio la parte più spettacolare delle sue rappresentazioni. Con il tempo codifica ed evolve la pratica della sua arte Marziale, includendo alcuni elementi del kashima shinto ryū che praticava in gioventù; conferendo allo stile una personalità propria. Lui lo trasmise ai suoi discendenti e da questa pratica nascerà lo ishizaka ha kenpō.
Gli ultimi Maestri del ishizaka ha kenpō sono stati Koiso Ishisaka (1915-1966), suo fratello Kasuo (1921-1998) e il figlio di Koisio, Sotoki Ishisaka (1943-1987).
Kazuo Ishisaka, all'inizio degli anni sessanta, si mette in contatto in Cina con un discendente della famiglia Jiang, il maestro Rou Jiang (1889-1978), diventa suo allievo e si allena diversi anni sotto la sua direzione, recuperando le tecniche ormai perdute del Shouken.
Alla fine degli anni sessanta Kasuo Isahizaka finisce di codificare il Kenpo kai attraverso uno studio intenso del metodo di lotta che ha dato vita all'Arte della sua famiglia, con l'intenzione di recuperare ed integrare le tecniche perdute del Shouken, con il ishizaka ha kenpō ed il kashima shinto ryū. Il Grande Maestro Chiaki Ohashi gli fu di grande aiuto per raggiungere questo obbiettivo.
È in questo momento che nasce il Kenpo kai, così come oggi lo conosciamo.
Il Kenpo kai, ha i suoi principi filosofici nello spirito samuraï del bushidō.

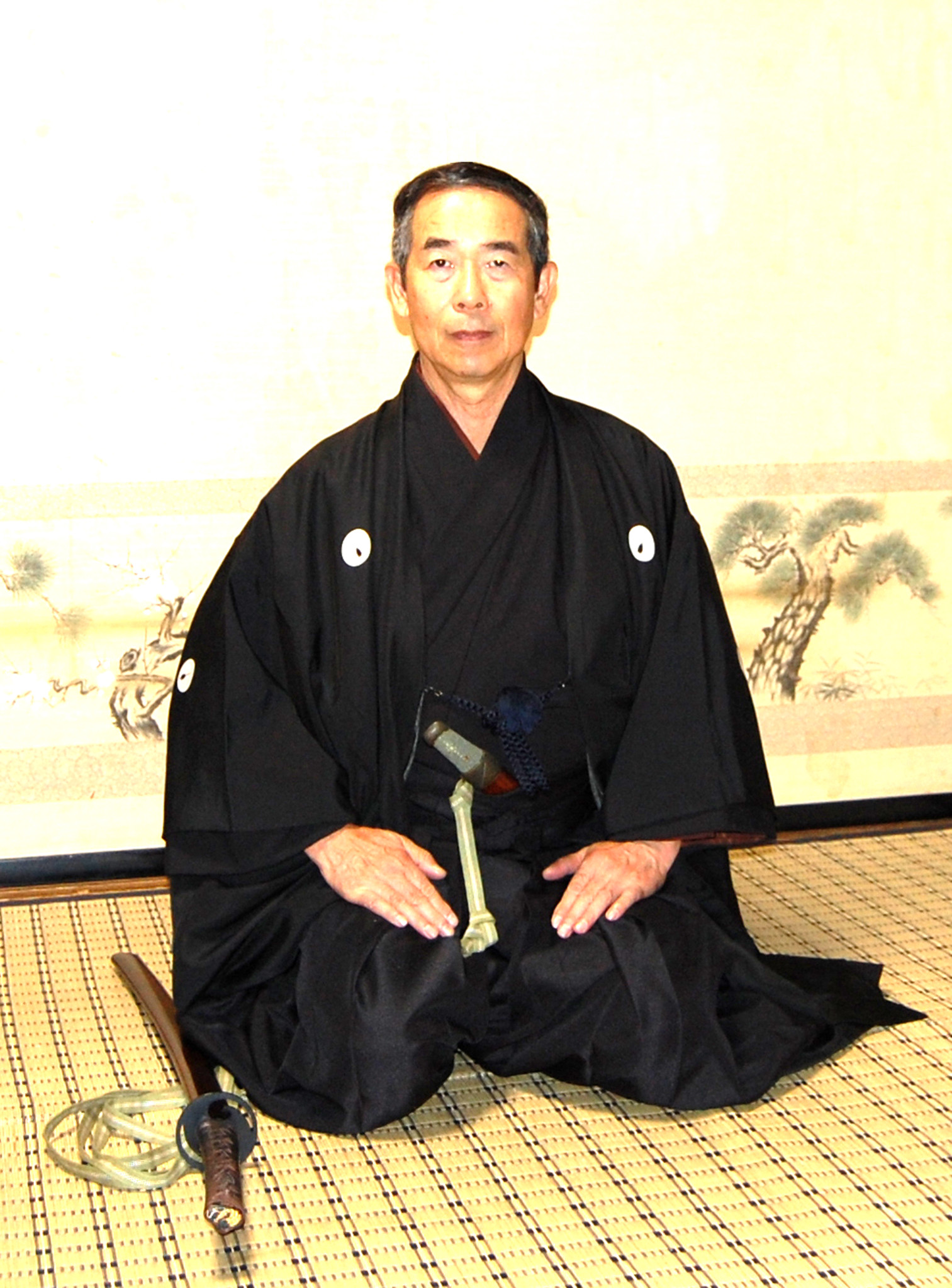
Sokê Chiaki Ohashi

Nell'anno 1969 si comincia ad insegnare ufficialmente il Kenpo kai a tutte le persone che desiderano apprenderlo, sia orientali che occidentali, anche se in passato lo ishizaka ha kenpō veniva solo appreso dai membri della famiglia ed una stretta cerchia di persone.
Nel 1980 nasce l'I.K.K.O. (Internacional Kenpo Kai Organization) con sede a Tokyo (Giappone).
Nel 1985 viene ufficialmente registrata l'E.K.K.O. (European Kenpo Kai Organization) come delegazione dell'IKKO per l'Europa.
Nell'anno 1987, il Maestro Sotoki Ishisaka muore in un incidente stradale in Brasile.
Nel 1990, si tiene il primo campionato del Mondo di Kenpo kai a Tokyo (Giappone), il spagnolo Juan María Vidal diventa campione del mondo nella finale contro l'americano Mike Robertson.
Nel 1998, il Maestro Kazuo Ishizaka muore, creando una piccola incertezza sul futuro del Kenpo kai. 
Il Gran Maestro Chiaki Ohashi prende il controllo del Kenpo kai, diventando presidente mondiale nel 2000. Il suo maggior successo è stato la riorganizzazione e unificazione a livello mondiale di quest'arte marziale per ottenere una maggiore diffusione e riconoscimento internazionale per il Kenpo kai.
Nel 2000, la sede centrale del Kenpo kai si trasferisce ufficialmente nella città giapponese di Hamamatsu.
Nell'ottobre del 2023, in Tunisia è stata celebrata la cerimonia di riconoscimento del Sōke (Custode della scuola) Chiaki Ohashi al grado di cintura nera 10º Dan in Kenpo Kai, diventando l'unica persona vivente al mondo ad avere questo grado.

## Struttura dell'insegnamento
La sua struttura attuale conserva le tradizionali fasi dell'insegnamento. Il Kenpo Kai ha un programma molto organizzato, basato su gradi di cintura colorata chiamati Kyū (級) e gradi di cintura nera chiamati Dan (段).
Grado Kyū in Kenpo Kai, dall'alto in basso, in cui il colore della cintura cambia ad ogni grado:

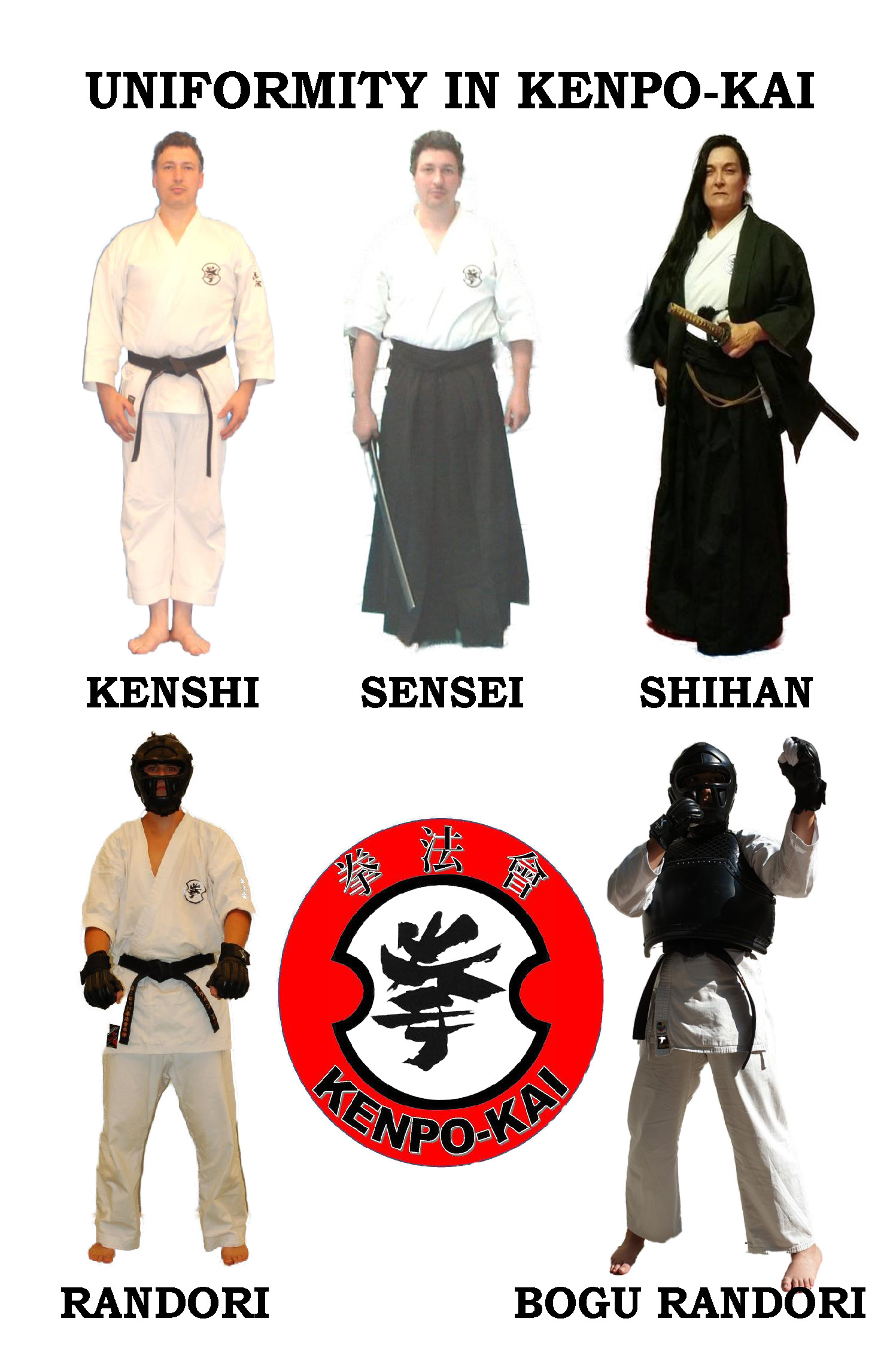
Kenpo Kai Uniformità

- Rokkyū (六級) 6º Kyu (cintura bianca)
- Gokyū (五級) 5º Kyu (cintura gialla)
- Yonkyū (四級) 4º Kyu (cintura arancione)
- Sankyū (三級) 3º Kyu (cintura verde)
- Nikyū (二級) 2º Kyu (cintura blu)
- Ikkyū (一級) 1º Kyu (cintura marrone)

Grado Dan in Kenpo Kai, dall'alto in basso, la cintura è sempre nera in tutti i gradi:
- Shodan (初段) 1º Dan
- Nidan (弐段) 2º Dan
- Sandan (参段) 3º Dan, Maestro (Sensei 先生)
- Yondan (四段) 4º Dan
- Godan (五段) 5º Dan, Maestro dei Maestri (Shihan 師範)
- Rokudan (六段) 6º Dan
- Shichidan (七段) 7º Dan

- Hachidan (八段) 8º Dan
- Kudan (九段) 9º Dan
- Judan (十段) 10º Dan, Custode della scuola (Sôke 宗家)

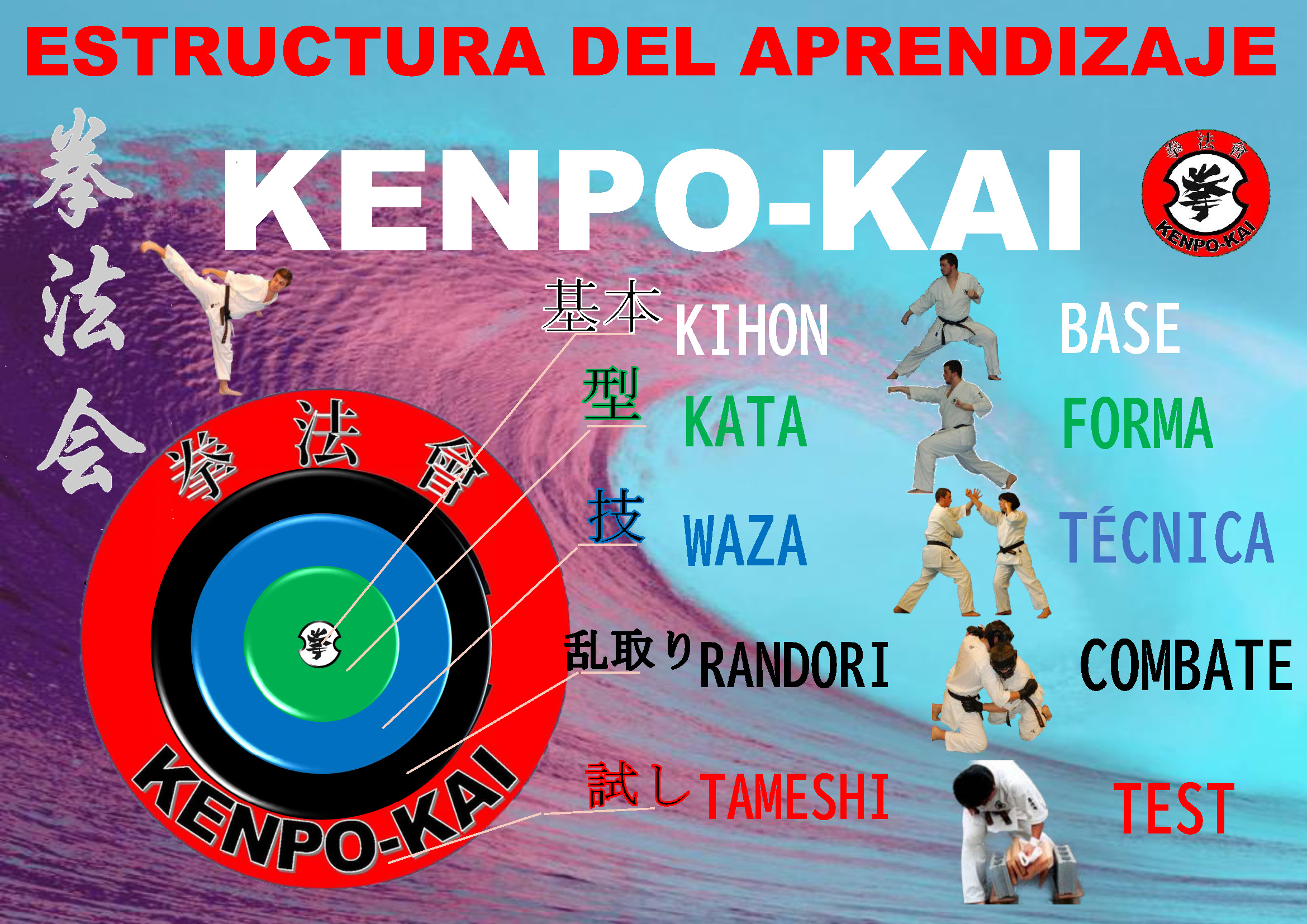
La struttura dell'apprendimento si basa su 5 principi

La struttura dell'apprendimento si basa su 5 principi:
- Kihon (基本) base
- Kata (型) forma
- Waza (技) tecnica
- Randori (乱取) esercizio libero
- Tameshi (試し) Test, prova

## Tecniche Waza 技
Il Kenpo Kai coinvolge lo studio di tre grandi blocchi: quello mentale attraverso il Reiho, il benessere fisico tramite il Seitaiho e quello marziale tramite il Bujutsuho. Questi grandi blocchi si integrano per rendere il Kenshi (拳士), una persona stabile ed efficiente quando la situazione lo richiede.
Per fare ciò, vengono addestrate e studiate diverse tecniche, ad esempio:
Kiho

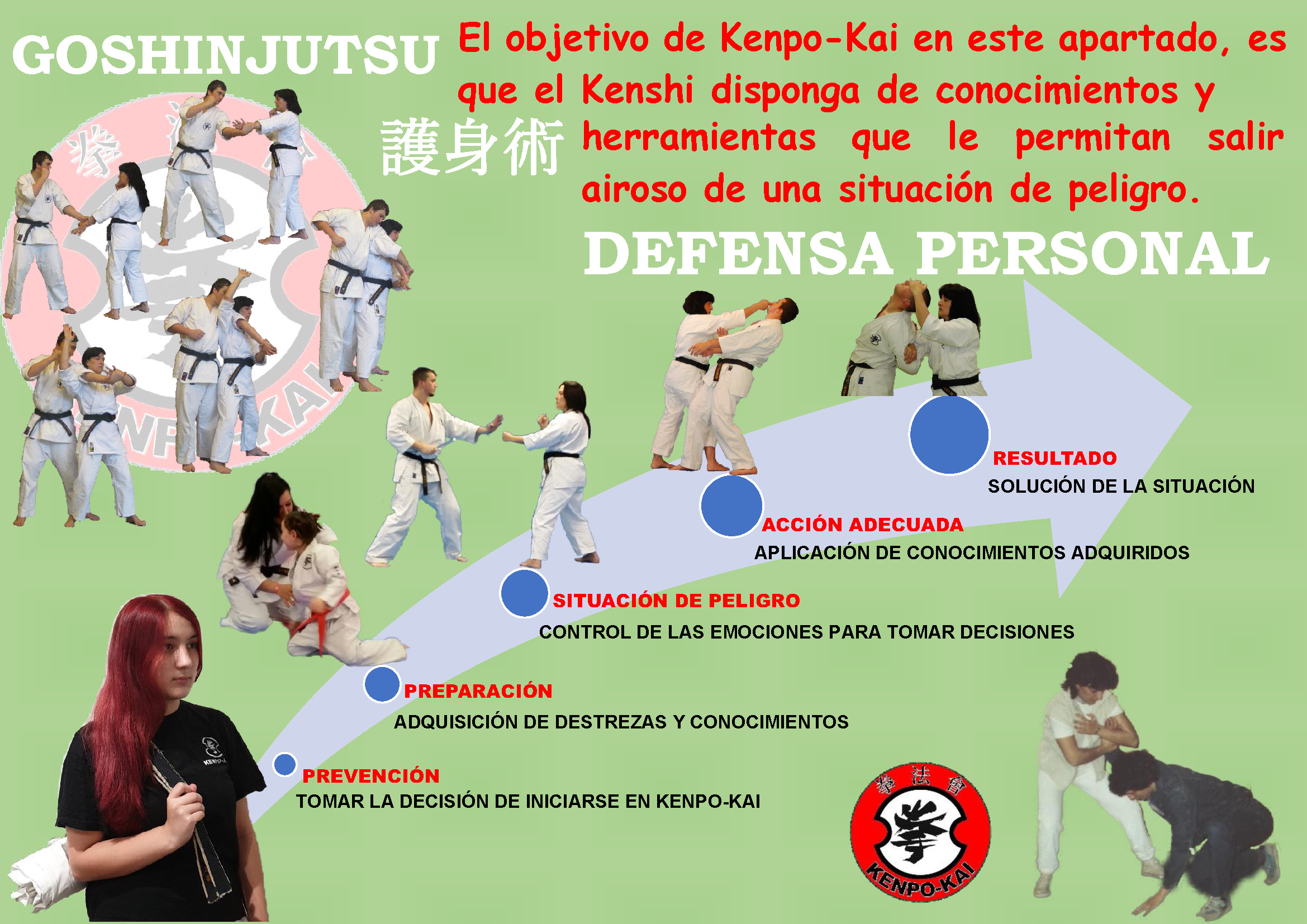
Kenpo Kai Goshinjutsu

Nella fase avanzata del Kenpo Kai si trovano le tecniche di lavoro energetico (kiho), che includono un certo numero di tecniche di respirazione come il kokyu go kata 呼吸剛型 (respirazione rigida). Si tratta di un esercizio di muscolazione isotonica che consente lo sviluppo della stabilità e la concentrazione della forza in una zona specifica del corpo, al fine di applicare una forza massima nelle tecniche e rendere il corpo molto più forte e resistente. Questo segna l'inizio delle tecniche di lavoro per migliorare la salute.
Bujutsuho
È un'altra parte del Kenpo Kai tradizionale all'interno del sistema esterno (sotoho), caratterizzato dallo sviluppo del controllo del corpo, la resistenza, la gestione delle armi tradizionali (bukiho), lo studio delle strategie di combattimento basate sui 5 elementi e sugli animali (godai 五大) e la difesa personale (goshinjutsu). All'interno di questo sistema ci sono 3 sotto-sistemi:
Goho (剛法) Metodo duro. Il Goho corrisponde all'apprendimento del sistema duro, che utilizza colpi, blocchi, schivate...

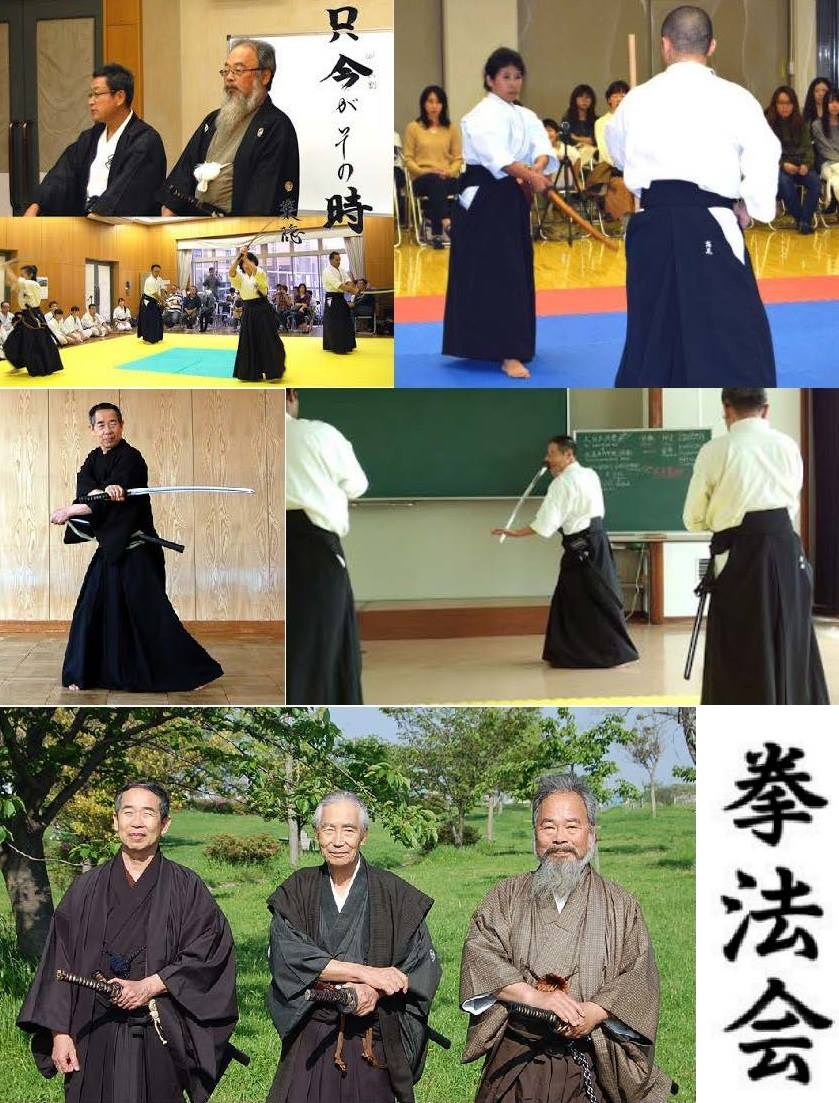
Kenpo Kai Buhiho

Juho (柔法) Metodo morbido. Il Juho corrisponde all'apprendimento del sistema morbido o soffice, è un metodo di combattimento che coinvolge afferramenti, proiezioni, immobilizzazioni, strangolamenti e lussazioni articolari.
Gojuho (剛柔法) Metodo ibrido. Il sistema ibrido Gojuho è una combinazione dei due precedenti, combinandoli nel modo più efficace; è il sistema più completo di difesa personale praticato nel Kenpo Kai ed è quindi un metodo di autodifesa efficace.
Bukiho
Sistema di armi. Vengono studiate 12 armi nel Kenpo Kai, tra cui le tradizionali bō 棒 (bastone), nawa 縄 (corda)…, la più importante è la spada giapponese (Nihonto 日本刀).
Kata
Forma o concatenamento. Nel Kenpo Kai, esistono diversi kata, che vengono eseguiti da soli o in coppia, con armi... oltre a kata da competizione. Anche per i cinturoni neri ci sono forme ispirate agli animali.
Kenpō kai avanzato
A partire dal primo dan della cintura nera inizia l'apprendimento del Kenpo Kai avanzato. Tecnicamente e fisicamente è più impegnativo, e questo tipo di lavoro non è possibile senza avere una buona base acquisita e compresa.

## Competizioni Shiai 試合

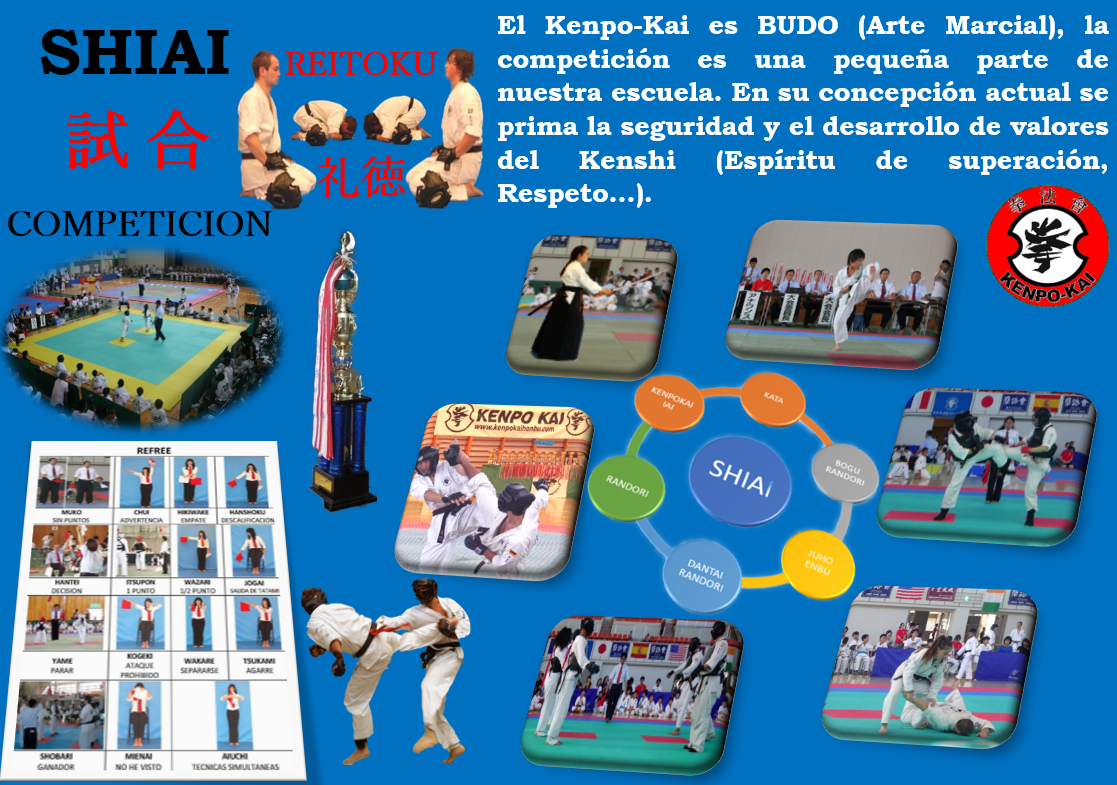
Kenpo Kai Shiai

Nel 1976, si celebra il campionato del Kenpo Kai ella nella città giapponese di Wajajima. 
L'aspetto sportivo che permette la pratica del Kenpo Kai è una evoluzione moderna che permette a questa arte marziale ad adattarsi alla società attuale, integrando il valore morale ed educativo con le antiche tradizioni guerriere nipponiche, tramite un regolamento di competizione. La competizione permette al Kenshi (praticante del Kenpo Kai), di acquistare qualità quale modestia, insegnando che i brillanti risultati sportivi sono effimeri, dunque bisogna sempre evolvere ed imparare.
Nel ottobre del 2023, si è tenuto per la prima volta il campionato del mondo di Kenpo Kai al di fuori del Giappone, precisamente in Tunisia, un vero traguardo nella storia di questa scuola.
Modalità di competizione in Kenpō Kai:
- Competizione tecnica individuale: presentazione di una forma kata individuale dal programma ufficiale di apprendimento, chiamata kata.

- Competizione tecnica a coppie: esecuzione di una serie di tecniche di difesa personale contro un avversario, chiamata juho enbu.
- Competizione tecnica individuale con Nihonto: presentazione di una forma di spada giapponese Nihonto kata individuale dal programma ufficiale di apprendimento, chiamata Kenpo Kai Iai.
- Competizione di combattimento: vengono utilizzate protezioni per evitare possibili lesioni; la competizione di Kenpo Kai consente il contatto al corpo, ad eccezione dei pugni alla testa.

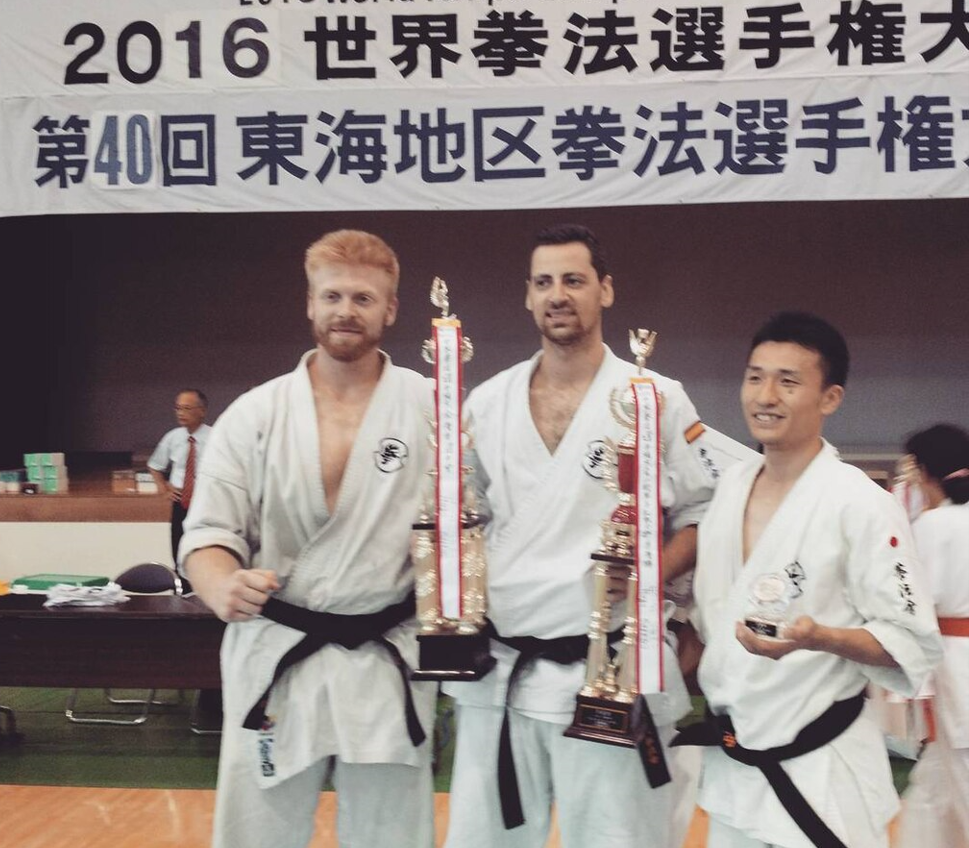
Shingo Ando (Giappone), Hugo Barros Bermúdez (Spagna) e Danilo Jude Bardisa (Stati Uniti) dopo il campionato mondiale di Kenpo Kai a Hammamatsu, Giappone, 2016

Ci sono tre categorie di combattimento:
1. Dantai Randori: combattimento semi-contatto a squadre con protezioni (squadre composte da 3 o 5 persone);
2. Bogu Randori: combattimento semi-contatto con protezioni (per persone che iniziano la competizione e/o vogliono combattere con una protezione elevata);
3. Randori: combattimento a contatto (generalmente riservato a cinture marroni e nere, le protezioni utilizzate sono minime - casco, guantini e protezione inguinale).

Una delle caratteristiche interessanti nelle competizioni di Kenpo Kai è vedere i concorrenti dopo il combattimento eseguire il reitoku 礼徳 (cortesia, riconoscimento), che consiste nel seguente modo:

Il kenshi che ha vinto il combattimento si avvicina al suo avversario, entrambi si mettono in seiza 正坐 (seduta sui talloni), si tolgono il casco e lo mettono di lato; entrambi fanno un inchino (zarei 座礼), in cui il vincitore riconosce con questo gesto il coraggio, la forza e il rispetto del suo avversario mentre quest'ultimo ringrazia per questo segno di rispetto.

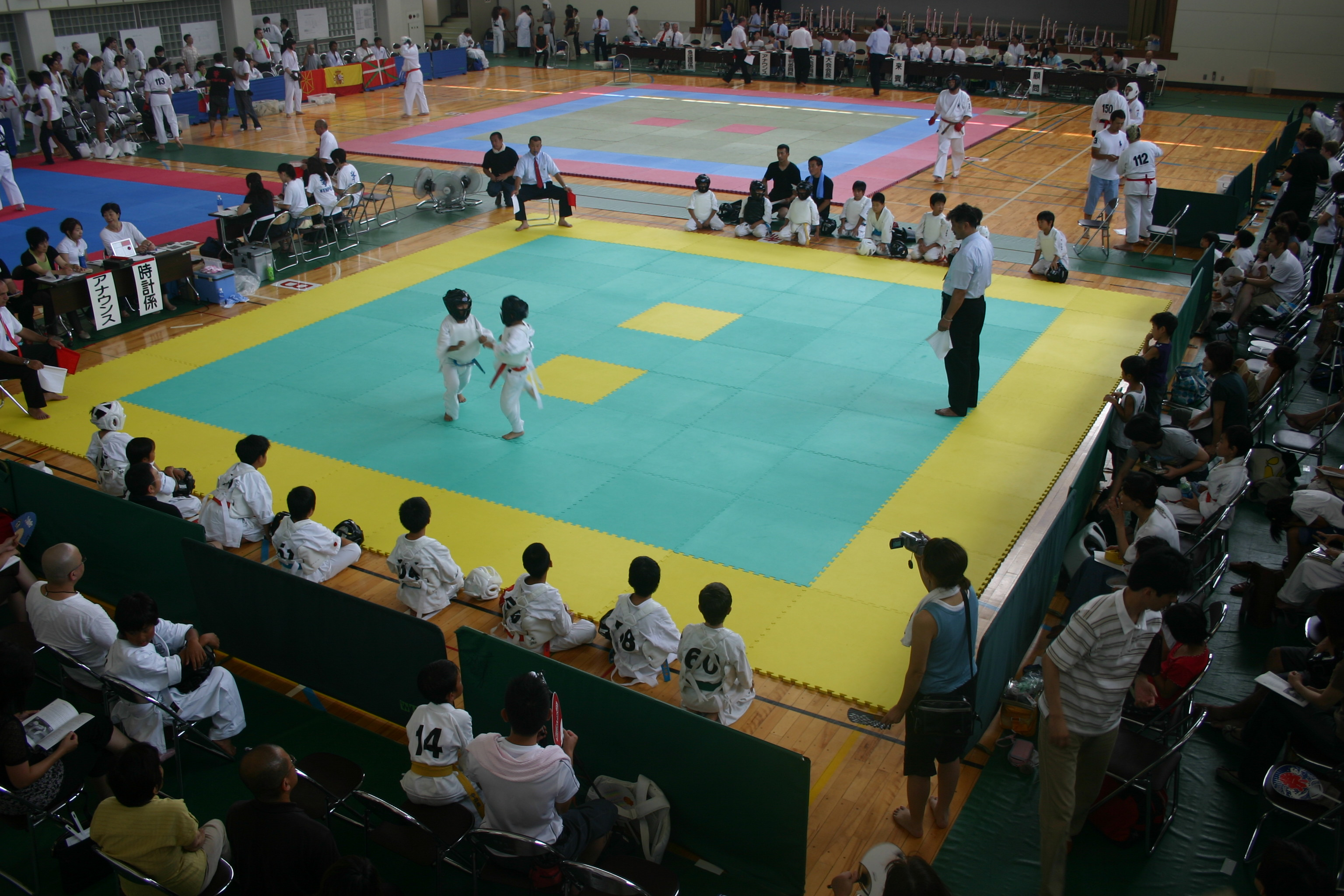

## Organizzazioni
Il Kenpo Kai è gestito a livello mondiale dall'International Kenpo Kai Organization con sede a Hamamatsu, Giappone. In ogni continente ha una delegazione, ad esempio in Europa c'è l'European Kenpo Kai Organization con sede in Spagna e, a sua volta, in ogni paese, c'è un'Associazione (iscritta nel Registro Nazionale delle Associazioni di ciascun paese).
- Presidente Mondiale: Chiaki Ohashi, decimo dan, presidente IKKO (International Kenpo Kai Organization).
- Presidente per l'Europa: Juan-Mari Vidal, ottavo dan, presidente EKKO (European Kenpo Kai Organization).
- Sede Centrale per l'Europa: Europe Kenpo-Kai Honbu, Pso. Julio Caro Baroja 2,31780 Bera - Navarra- España.
- Presidente per l'Africa: Sensei Mourad Saâdallah, Sede Centrale in Tunisia (Africa Kenpo Kai Organization).
- Presidente per l'Asia: Takao Asai, ottavo dan, Sede Centrale a Nagoya (Giappone).

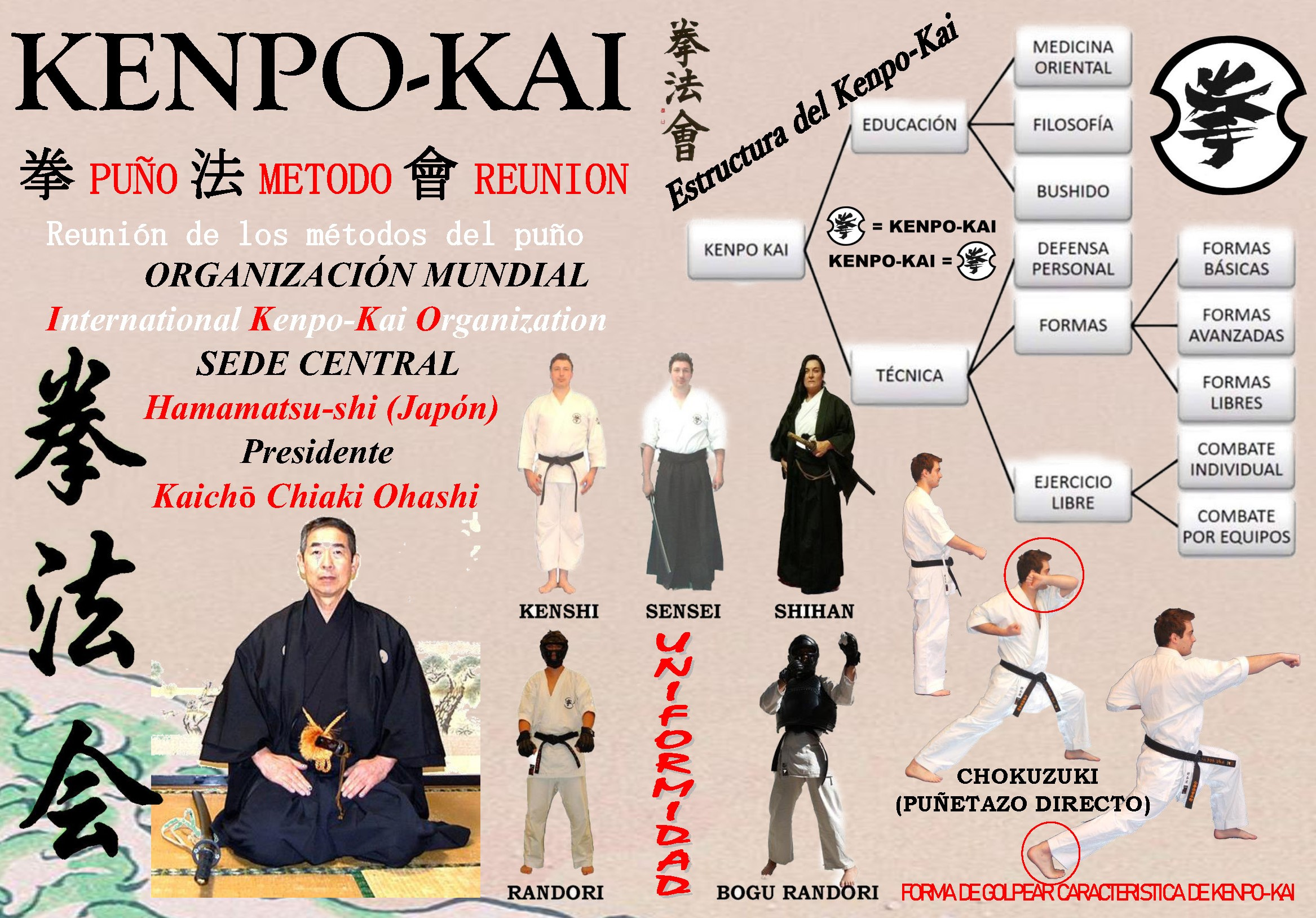
Infografica Kenpo Kai